# Norma Talmadge
Norma Talmadge (Jersey City, 2 maggio 1894 – Las Vegas, 24 dicembre 1957) è stata un'attrice e produttrice cinematografica statunitense dell'epoca del muto.
La Talmadge fu regina degli incassi al botteghino per più di un decennio e la sua carriera raggiunse il culmine all'inizio degli anni venti, quando entrò nella lista dei divi più popolari degli schermi statunitensi.
Il suo film di maggior successo fu Smilin' Through (1922), ma ottenne autentici trionfi, insieme al regista Frank Borzage, con Secrets (1924) e The Lady (1925). Anche le sue sorelle minori Constance e Natalie furono delle stelle del cinema. Sposò il miliardario produttore Joseph Schenck con il quale in seguito fondò con successo una compagnia di produzione. Dopo aver raggiunto la fama grazie ai film girati sulla costa orientale, nel 1922 si trasferì a Hollywood.
Specialista del melodramma, la Talmadge fu una delle più eleganti e affascinanti dive degli anni venti, ma con la fine dell'epoca del muto la sua popolarità presso il pubblico finì per svanire completamente. Dopo due tentativi nel cinema sonoro che non ottennero alcun riscontro al botteghino, comunque ricchissima, decise di ritirarsi. Norma Talmadge fu la più importante tra le stelle del muto la cui fama finì per svanire con l'avvento del cinema sonoro. I suoi film vengono riproposti molto di rado e la sua figura è poco ricordata anche se ai suoi tempi rappresentò una sorta di simbolo dello star system.

## Infanzia e giovinezza
Nacque a Jersey City, in New Jersey, anche se si è a lungo creduto che fosse nata a Niagara Falls, nello Stato di New York. Dopo aver conquistato il successo ammise che lei e la madre avevano raccontato alle riviste la storia di Niagara Falls perché era uno scenario più suggestivo. Era la figlia maggiore di Fred Talmadge, un disoccupato e alcoolizzato cronico, e di Margaret "Peg" Talmadge, una donna dal carattere vivace e indomabile. La sua infanzia fu segnata dalla povertà. La mattina di un giorno di Natale Fred Talmadge uscì di casa dicendo che andava a comprare del cibo e non fece più ritorno lasciando la moglie sola ad allevare le tre figliolette. Peg si diede da fare lavorando come lavandaia, vendendo cosmetici, insegnando disegno e affittando le stanze, riuscendo così a crescere le figlie da sola a Brooklyn.
Quando le figlie le raccontarono di una loro compagna di classe alla Erasmus Hall High School che aveva posato per le immagini delle allora celebri canzoni illustrate (che venivano spesso proiettate nelle sale prima dello spettacolo principale in modo che il pubblico potesse cantare insieme), la signora Talmadge decise di trovare il fotografo per fargli incontrare la figlia, incontro che, dopo un iniziale rifiuto, venne presto organizzato. Quando la famiglia andò in sala a vedere il "debutto" di Norma, Peg decise di incoraggiarla ad entrare nel mondo del cinema. Spinse tutte e tre le figlie a diventare attrici, spronandole senza posa a fare soldi e a reinvestirli, anche se nessuna delle sorelle era in realtà interessata a far parte di quel mondo.

## La carriera

### I primi film

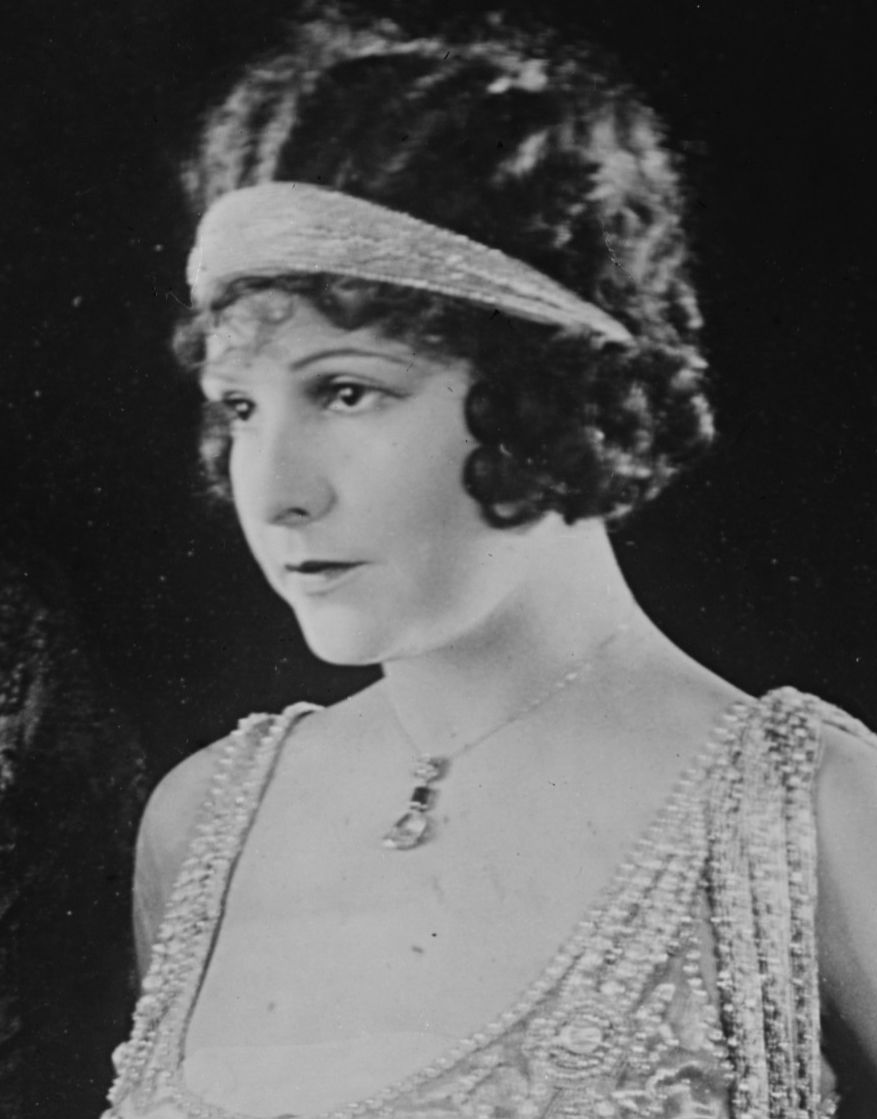
Norma Taldmadge all'inizio degli anni venti

Norma era la maggiore delle tre sorelle e fu quindi la prima che la madre spinse all'inseguimento di una carriera di attrice cinematografica. Madre e figlia si recarono negli studi della Vitagraph a Flatbush, che si trovavano molto vicini a casa loro. Riuscirono a fare in modo di superare i cancelli dello studio e di incontrare il direttore del casting, che le fece immediatamente buttare fuori. Tuttavia, lo scenografo Breta Breuill, attratto dalla bellezza di Norma, le fece ottenere la piccola parte di una ragazza che viene baciata sotto il telone di un fotografo nel film The Household Pest (1909).
Grazie al continuo appoggio di Breuill, tra il 1911 e il 1912 la Talmadge interpretò piccole parti in più di 100 film. Alla fine riuscì ad ottenere un posto fisso nella compagnia per lo stipendio di 25 dollari la settimana e le vennero affidate parti con continuità. Il suo primo ruolo come attrice sotto contratto fu in Neighboring Kingdom (1911) al fianco del comico John Bunny. Il primo vero successo venne con la prima versione sul grande schermo di Racconto di due città di Charles Dickens, un film di tre ore complessive che venne fatto uscire a puntate di un rullo con cadenza settimanale: Norma interpretava il piccolo ruolo di Mimì, una cucitrice che accompagna Sidney Carton alla ghigliottina. Con l'aiuto della più importante stella dello studio, Maurice Costello il protagonista di Racconto di due città, la recitazione della Talmadge migliorò permettendole di continuare a ricoprire ruoli di ogni tipo accumulando esperienza. Grazie alla varietà di ruoli interpretati - dalla balia di colore, alla goffa cameriera, alla giovinetta sfrontata - iniziò ad attirare l'attenzione del pubblico e della critica. Nel 1913 era ormai la più promettente giovane attrice della Vitagraph. Nello stesso anno venne assegnata all'unità diretta da Van Dyke Brooke nel 1913 e 1914 apparve in svariati film, molti dei quali avevano come protagonista maschile Antonio Moreno.
Nel 1915 la carriera della Talmadge fece un grosso passo in avanti, quando prese parte al prestigioso lungometraggio della Vitagraph L'invasione degli Stati Uniti (The Battle Cry of Peace), un film drammatico di propaganda antitedesca, L'ambiziosa madre Peg però pensò che il potenziale della figlia avrebbe potuto portarla anche più lontano e le fece firmare un contratto di due anni con la National Pictures Company per la realizzazione di otto film con uno stipendio di 400 dollari la settimana. L'ultimo film di Norma per la Vitagraph fu The Crown Prince's Double, e nell'estate del 1915 lasciò la compagnia. Nei cinque anni in cui aveva lavorato per la Vitagraph aveva preso parte a più di 250 film.
In agosto la famiglia Talmadge partì per la California dove Norma ebbe il suo primo ruolo in Captivating Mary Carstairs. La produzione fu però un disastro: le scene e i costumi erano fatti in economia e lo stesso studio mancava di tecnici adeguati. Il film risultò un fiasco e il piccolo studio dopo Mary Carstairs chiuse i battenti. Il fallimento della National Pictures Company dopo un solo film lasciò la famiglia, appena arrivata in California, nei guai. Decisero che la cosa migliore da farsi era puntare in alto e così andarono alla Triangle Film Corporation, dove il supervisore delle produzioni era David W. Griffith. Grazie alla notorietà di The Battle Cry la Talmadge ottenne un contratto con la Fine Arts Company di Griffith. Negli otto mesi successivi prese parte a otto lungometraggi della Triangle, tra cui la commedia The Social Secretary (1916), scritta da Anita Loos e diretta da John Emerson, che le diede l'opportunità di mettere in mostra la sua bellezza interpretando una ragazza che cercava di evitare le sgradite attenzioni dei suoi colleghi di lavoro uomini.

### La Norma Talmadge Film Corporation

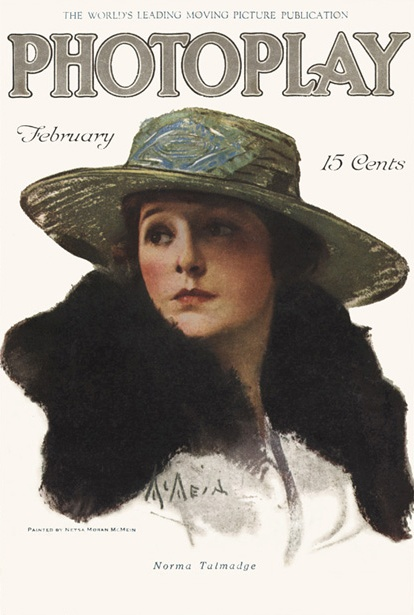
Copertina di un numero della rivista Photoplay con un ritratto della Talmadge, 1917

Scaduto il contratto, la famiglia Talmadge tornò a New York. Durante una festa Norma incontrò il produttore e impresario di Broadway Joseph Schenck, ricco proprietario di sale cinematografiche che voleva produrre film in proprio. Immediatamente conquistato sia dalla personalità che dalle capacità professionali di Norma, Schenck le propose di sposarlo e di fondare insieme una compagnia di produzione. Due mesi dopo, il 20 ottobre 1916, lo coppia convolò a nozze. La Talmadge chiamava il marito, di età molto più avanzata della sua, "Daddy", mentre lui supervisionava, controllava e sosteneva la sua carriera in collaborazione con mamma Peg.

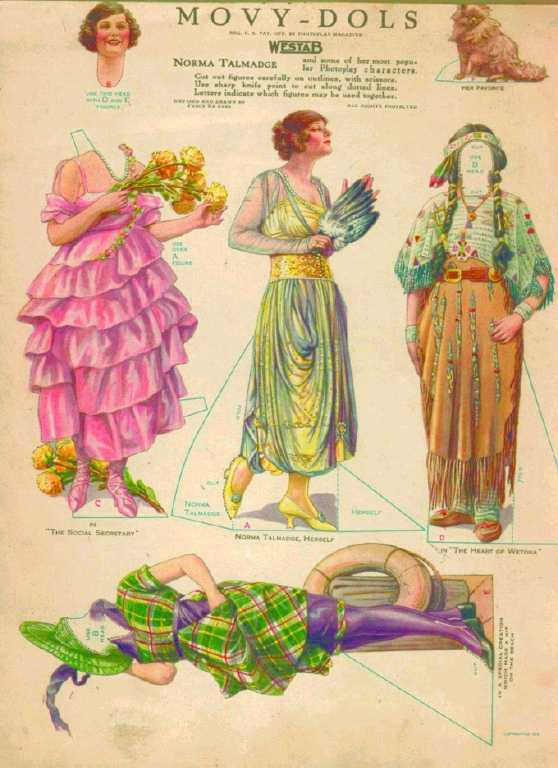
Dolls, le bambole di carta. Qui, vestono Norma Talmadge (1919)

Nel 1917 la coppia fondò la Norma Talmadge Film Corporation, che diventò subito un'impresa molto redditizia. Schenck giurò che avrebbe reso la moglie la più grande stella di tutti i tempi, una che sarebbe stata ricordata per sempre. Le migliori storie, i costumi più opulenti, le scenografie più sfarzose, gli attori più talentuosi, i registi più abili e una pubblicità spettacolare sarebbero stati al suo servizio. Ben presto le donne di tutto il mondo volevano essere la romantica Norma Talmadge e si accalcavano per vedere i suoi stravaganti film girati sulla costa occidentale. Schenck radunò una scuderia di stelle che lavoravano nel suo studio di New York, dove al primo piano la Norma Talmadge Film Corporation girava film drammatici, al secondo la Constance Talmadge Film Corporation realizzava commedie sofisticate, mentre al piano superiore operava il gruppo dei comici di Roscoe "Fatty" Arbuckle, con Natalie Talmadge che lavorava come segretaria e talvolta interpretava piccoli ruoli nei film delle sorelle.
Arbuckle portò nella compagnia suo nipote Al St. John e la stella del vaudeville Buster Keaton. Quando Schenk decise che sarebbe stato economicamente conveniente noleggiare Arbuckle alla Paramount Pictures, Keaton prese le redini della sezione film comici e sposò Natalie, entrando così, almeno per un certo periodo, bene addentro agli affari della famiglia Talmadge.
Il primo film interpretato dalla Talmadge per il suo studio, l'oggi perduto Panthea (1917), venne diretto da Allan Dwan assistito da Erich von Stroheim e Arthur Rosson. La pellicola era ambientata in Russia e raccontava la storia di una donna che si sacrificava per aiutare il marito. Il film fu un grande successo imponendo la Talmadge come attrice drammatica di primo livello.
Il talento di attrice di Norma in questo periodo si affinò rapidamente. Tra il 1917 e il 1921 realizzò tra i quattro e i sei film all'anno, sempre sotto la supervisione di Schenck, tra i quali Poppy (1917), in cui recitava al fianco di Eugene O'Brien. L'accoppiata riscosse un tale successo che i due finirono per girare insieme altri dieci film, tra cui The Moth e The Secret of the Storm Country, il seguito di Tess of the Storm Country con Mary Pickford del 1914. Nel 1918 ricominciò a collaborare con il regista Sidney Franklin, che la diresse in The Safety Curtain, Her Only Way, Forbidden City, The Heart of Wetona e The Probation Wife del 1919. Si tratta di film dal tono intimista, con ambientazioni ridotte e con attori che ricorrono da un film all'altro; talvolta persino i gioielli e i cagnolini della Talmadge possono essere riconosciuti identici nelle varie pellicole. Uno dei vantaggi offerti dal fatto di girare sulla costa occidentale era la vicinanza con i migliori stilisti dell'epoca, come Madame Francis e Lucile. La Talmadge iniziò anche a tenere una regolare rubrica mensile di consigli di moda sulla rivista Photoplay.

### Il periodo hollywoodiano

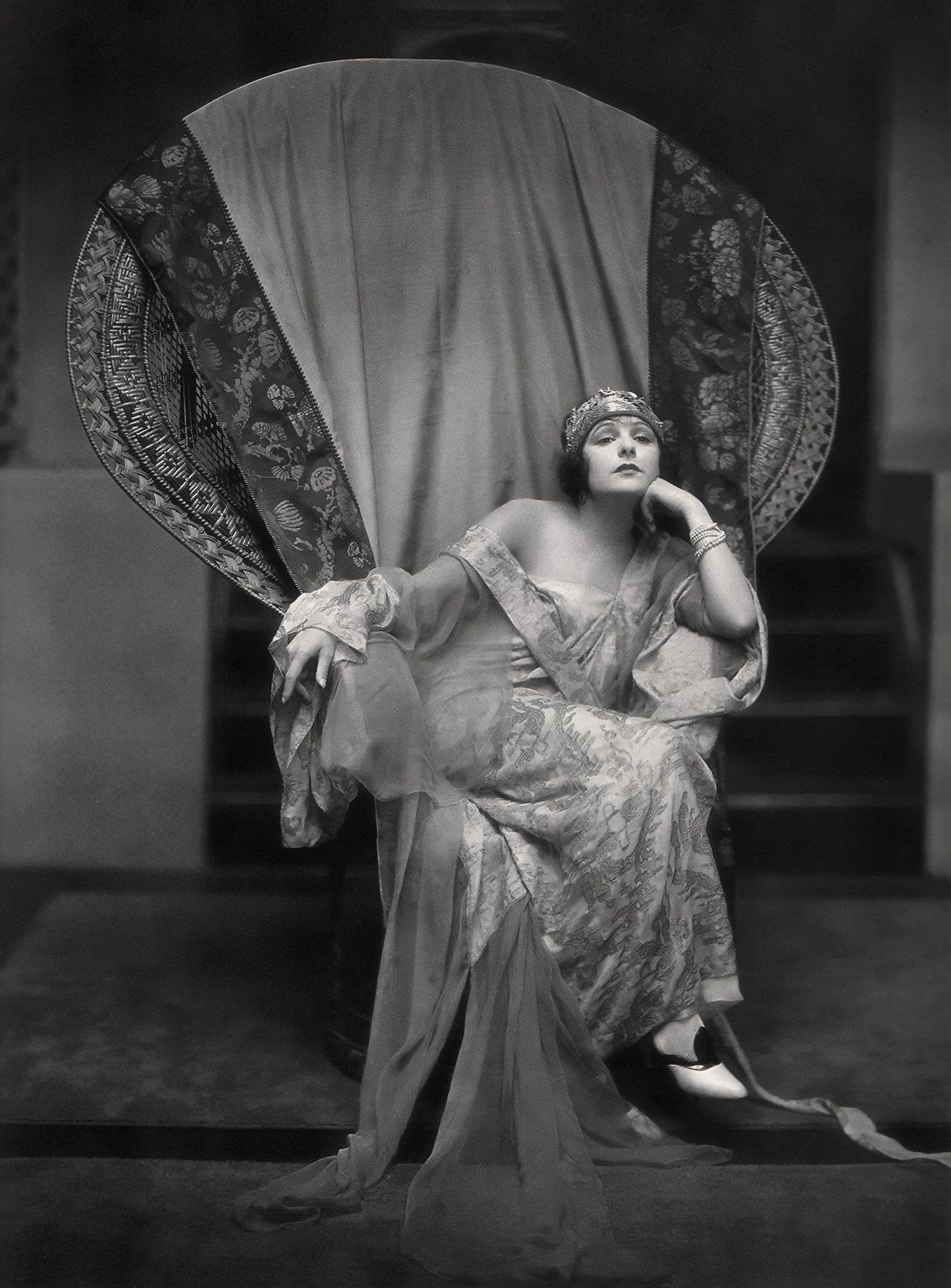
Immagine promozionale di Norma Talmadge

Per tutti gli anni venti la Talmadge continuò ad ottenere un trionfo dopo l'altro con film come Yes or No, The Branded Woman, Passion Flower e The Sign on the Door. Nel 1922 firmò il successo più grande, Smilin' Through, diretto da Sidney Franklin. Si tratta di una delle più grandi storie d'amore portate sullo schermo nell'era del muto e ne furono realizzati due remake, nel 1932 con Norma Shearer e nel 1941 con Jeanette MacDonald .
Dopo Smilin' Through Schenck chiuse gli studi di New York, così Norma e Constance si trasferirono a Hollywood per riunirsi a Keaton e Natalie, che le avevano precedute in California. I film che la Talmadge girò a Hollywood sono diversi da quelli del periodo newyorkese. Si trattava di produzioni più grosse e sfarzose, spesso in costume oppure di ambientazione esotica. Collaborò con l'operatore Tony Gaudio e con alcuni dei migliori costumisti per costruirsi un'immagine più seducente e alla moda. Lavorò inoltre con registi di primo livello come Frank Lloyd, Clarence Brown e Frank Borzage.
I film furono di qualità non sempre costante, ma la Talmadge in quel periodo fornì le migliori interpretazioni della sua carriera. Grazie anche ai film diretti dal marito, diventò una delle attrici più pagate degli anni venti.
Nel 1923, un sondaggio tra gli esercenti di sale cinematografiche rivelò che Norma Talmadge era considerata la stella che produceva i più grossi incassi al botteghino. All'epoca guadagnava 10.000 dollari alla settimana e riceveva, sempre ogni settimana circa 3.000 lettere di ammiratori. Nel 1924 il film Secrets, diretto da Frank Borzage segnò l'apice della sua carriera e fu quello per cui ricevette i migliori giudizi dalla critica. Nello stesso anno Schenck diventò il capo della United Artists, ma la Talmadge rispettò comunque il proprio contratto di distribuzione con la First National. Continuò a girare pellicole di successo come The Lady (1925), diretto da Frank Borzage, e la commedia romantica Kiki (1926), diretta da Clarence Brown e in seguito rifatta da Mary Pickford nel 1931.
Nel 1927 la Talmadge diede il via ad una celebre tradizione di Hollywood quando involontariamente mise un piede nel cemento fresco di fronte al Grauman's Chinese Theatre.

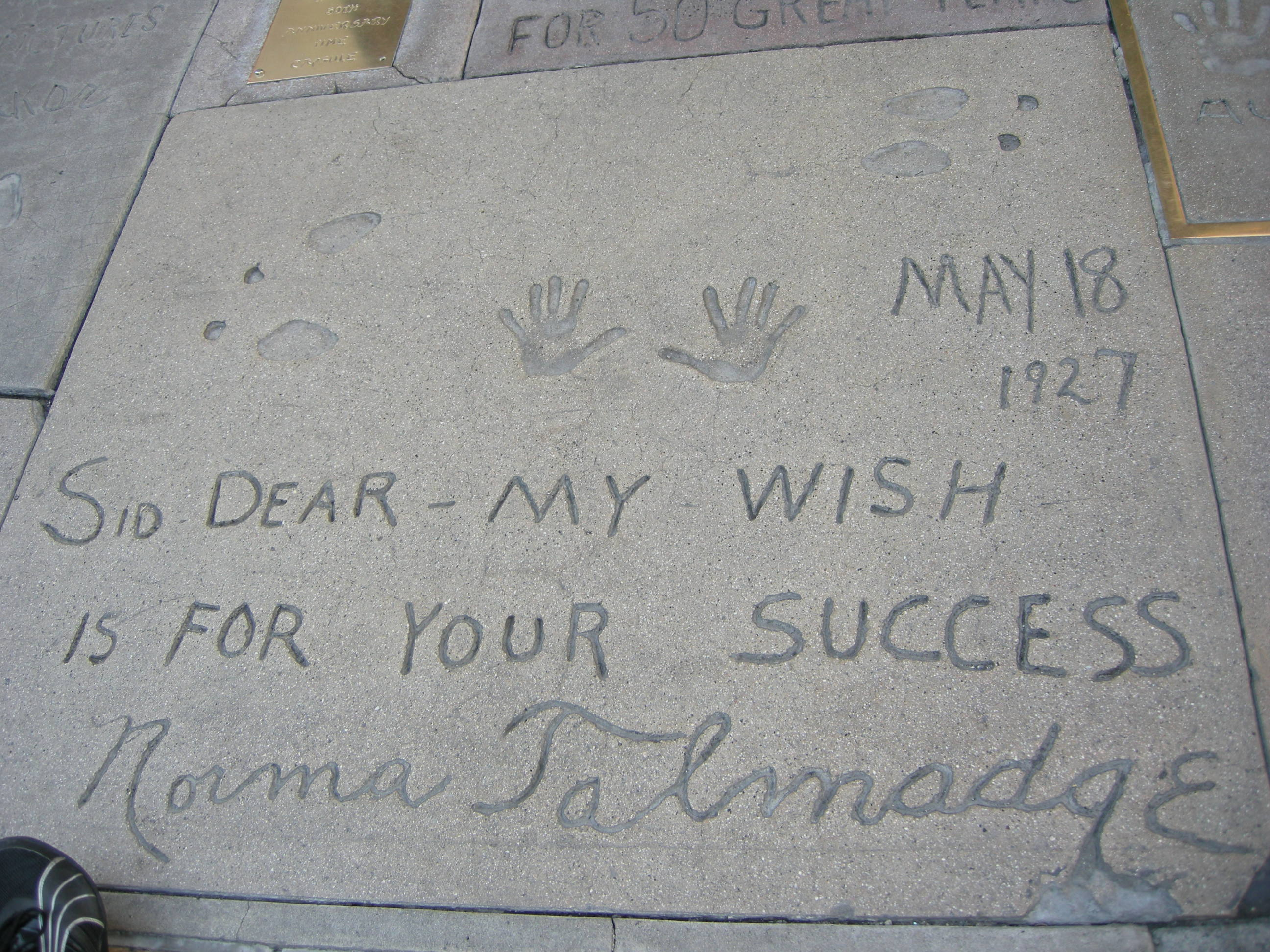
Le impronte di Norma Talmadge al Grauman's Chinese Theatre, le prime della celebre serie di divi

### Il finale di carriera
L'ultimo film della Talmadge per la First National fu Camille (1926), adattamento cinematografico di un romanzo di Alexandre Dumas figlio più tardi interpretato anche da Greta Garbo. Durante la realizzazione del film si innamorò del protagonista maschile Gilbert Roland . La Talmadge chiese il divorzio a Schenck, ma l'uomo non volle concederlo. Nonostante la difficile situazione a livello personale, Schenck non aveva intenzione di rompere una squadra di successo e continuò comunque a scritturare Roland anche per i tre successivi film della Talmadge per la United Artists. Lei e Schenck si separarono ma egli continuò a produrre i film dell'ex moglie. La United Artists, di cui era presidente, era una compagnia prestigiosa ma con poche sale di proprietà in cui proiettare i film, tra cui quelli interpretati da Norma; i problemi di distribuzione della UA contribuirono quindi ad iniziare la sua perdita di popolarità. I primi film che interpretò per lo studio, The Dove (1927) e La donna contesa (1928), furono degli insuccessi al botteghino e finirono per essere i suoi ultimi film muti.
All'epoca in cui veniva lanciato Woman Disputed, era iniziata la rivoluzione del cinema sonoro e la Talmadge iniziò a prendere lezioni di dizione per prepararsi al passaggio. Lavorò con costanza con insegnanti di dizione per più di un anno per fare il proprio debutto nel cinema sonoro. Il suo primo film parlato, New York Nights (1929), rivelò che era in grado di parlare e recitare in maniera accettabile anche nei film sonori.

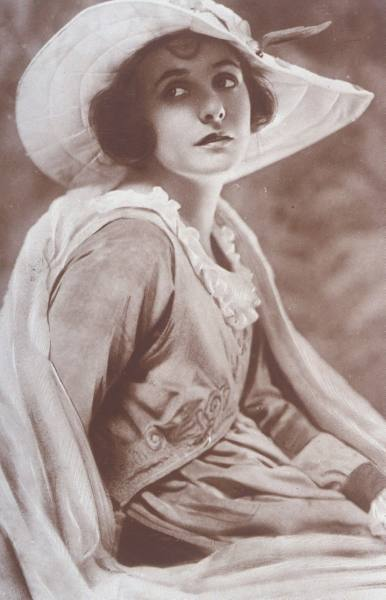
Norma Talmadge in un'immagine del 1930

Sebbene la sua interpretazione fosse stata buona, il film non lo era altrettanto. Il suo secondo ruolo parlato fu quello in Madame du Barry (1930). Nonostante le elaborate scene progettate da William Cameron Menzies, a causa di una regia maldestra e dell'inesperienza della Talmadge, impegnata in un ruolo che richiedeva una notevole capacità di recitazione verbale, il film fu un fallimento.
La sorella Constance le mandò un telegramma con questo consiglio:
(Constance Talmadge)
Con il passar del tempo risultava sempre più chiaro che il pubblico non era più interessato ai suoi vecchi beniamini, inoltre la Talmadge si stava avvicinando ai quarant'anni, un'età difficile per qualsiasi diva la cui immagine sia legata a ruoli giovanili. Era ormai identificata come un'icona del passato. Lei stessa era sempre più annoiata dalla recitazione, sin da prima dell'avvento del sonoro e questi fallimenti finirono per scoraggiarla dal fare ulteriori tentativi.
Il suo contratto con la United Artists prevedeva altri due film. Samuel Goldwyn, verso la fine del 1930, annunciò di aver comprato appositamente per lei la sceneggiatura di The Greeks Had a Word for It e si dice la Talmadge abbia anche fatto alcune prove a New York in preparazione del film, ma dopo pochi mesi chiese che il contratto fosse risolto e si ritirò definitivamente dagli schermi.

## Il ritiro

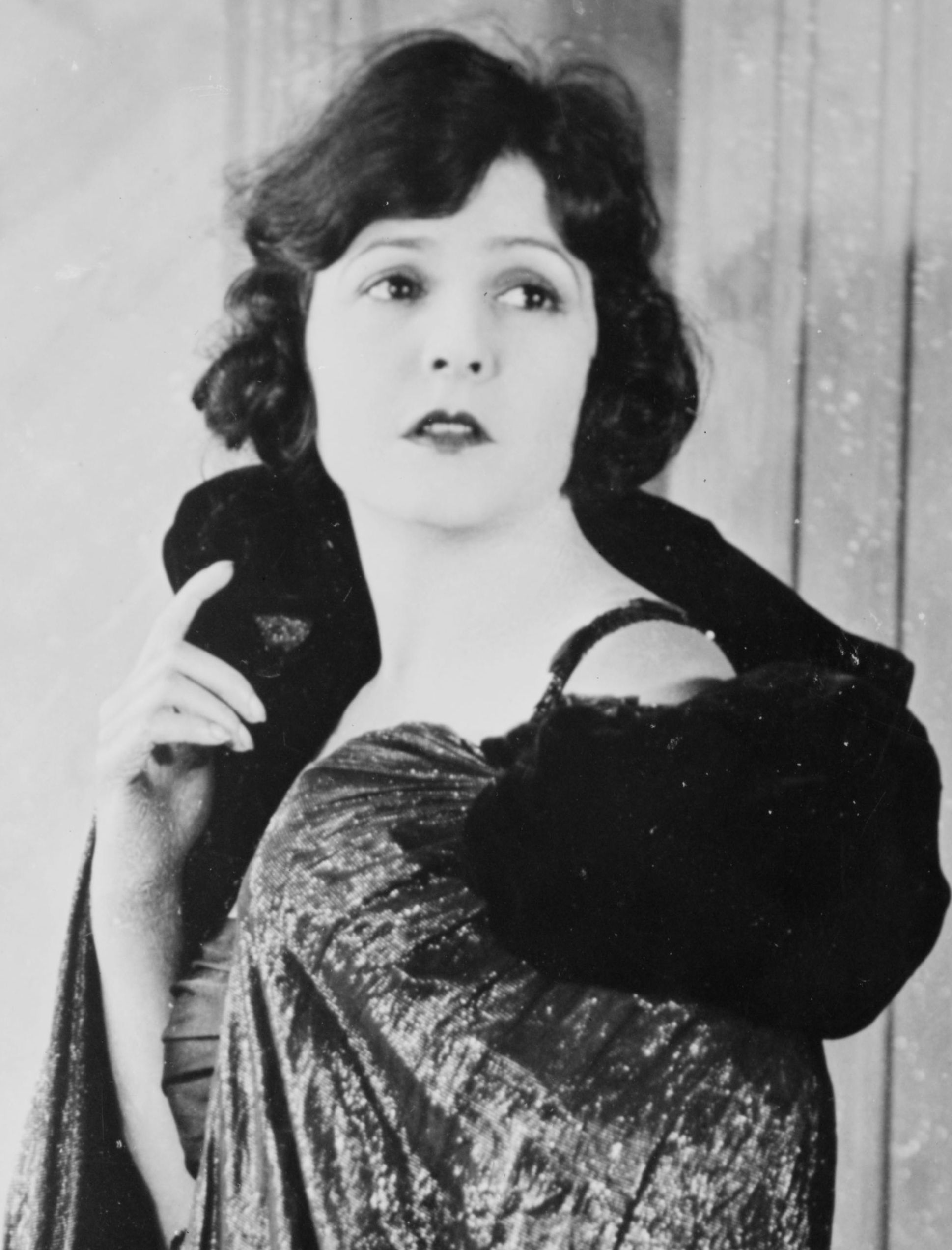
Norma Talmadge in una foto promozionale.

Dopo aver lasciato il mondo del cinema Norma Talmadge si liberò di tutti i doveri e delle responsabilità che lo status di stella comportava. Un giorno si rivolse con dolcezza agli ammiratori che le pregavano di far loro un autografo mentre usciva da un ristorante, con queste parole:
(Norma Talmadge)
Poco prima della fine del 1932 decise di non sposare Gilbert Roland, poiché lui aveva dodici anni meno di lei e temeva che avrebbe finito per lasciarla. Mamma Peg si era ammalata nel 1931 e morì nel 1933. Sempre verso la fine del 1932 la Talmadge iniziò a frequentare un compagno di poker dell'ex marito George Schenk, il comico George Jessel. Nell'aprile 1934 Schenck, dal quale era separata ormai da sette anni, finalmente decise di concederle il divorzio e nove anni dopo Norma sposò Jessel. Schenck continuò comunque ad aiutare le sorelle Talmadge, facendo loro da consulente finanziario e curando i loro affari.
Gli ultimi lavori di Norma Talmadge furono delle partecipazioni nel programma radiofonico di Jessel, i cui indici di ascolto stavano abbassandosi. Il programma venne chiuso e il matrimonio finì per seguirne la sorte; la coppia divorziò nel 1939. Il pallino per gli affari di Schenck e le attenzioni della madre per la carriera delle figlie le avevano procurato un cospicuo patrimonio, tanto che non ebbe mai problemi finanziari. Dopo la fine della carriera cinematografica la Talmadge viaggiò continuamente, spesso facendo la spola tra le sue varie case, divertendosi e facendo visita alle sorelle. Nel 1946 sposò il dottor Carvel James, un medico di Beverly Hills.

## Gli ultimi anni e la morte
Nei suoi ultimi anni Norma Talmadge, che aveva sempre mal sopportato il peso di essere una celebrità, condusse un'esistenza molto solitaria. Afflitta da una dolorosa e invalidante forma di artrite reumatoide, si dice che diventò sempre più dipendente dagli antidolorifici. Si trasferì quindi a Las Vegas dove il clima era più caldo e confortevole. Nel 1956 venne votata dai suoi colleghi attori una delle cinque più grandi stelle femminili dell'epoca anteriore al 1925, ma era ormai troppo malata per viaggiare fino a Rochester per ritirare il premio.
Nel 1957, dopo essere stata colpita da una serie di infarti, morì di polmonite il giorno della vigilia di Natale. Al momento della morte il suo patrimonio venne valutato in più di un milione di dollari dell'epoca.

## Riconoscimenti
- Per il suo grande contributo all'industria cinematografica le è stata dedicata una stella sulla Hollywood Walk of Fame al 1500 di Vine Street.
- Young Hollywood Hall of Fame (1908-1919)

## Filmografia parziale

### Attrice
- The Household Pest - cortometraggio (1910)
- A Broken Spell - cortometraggio (1910)
- Love of Chrysanthemum, regia di Van Dyke Brooke - cortometraggio (1910)
- Uncle Tom's Cabin, regia di James Stuart Blackton - cortometraggio (1910)
- A Dixie Mother, regia di Van Dyke Brooke - cortometraggio (1910)
- In Neighboring Kingdoms, regia di William Humphrey - cortometraggio (1910)
- The Four Poster Pest (1911)
- Paola and Francesca - cortometraggio (1911)
- A Tale of Two Cities, regia di Charles Kent (o William Humphrey?) - cortometraggio (1911)
- The Wild Cat Well (1911)
- The Stumbling Block, regia di Laurence Trimble (1911)
- The Sky Pilot - cortometraggio (1911)
- The General's Daughter (1911)
- The Thumb Print, regia di Van Dyke Brooke (1911)
- The Child Crusoes, regia di Van Dyke Brooke (1911)
- Forgotten; or, An Answered Prayer, regia di Van Dyke Brooke (1911)
- Her Hero, regia di Van Dyke Brooke (1911)
- His Last Cent, regia di Van Dyke Brooke (1911)
- A Romance of Wall Street, regia di Van Dyke Brooke e Maurice Costello (1912)
- Captain Barnacle's Messmates, regia di Van Dyke Brooke (1912)
- The First Violin, regia di Van Dyke Brooke (1912)
- Mrs. Carter's Necklace, regia di Van Dyke Brooke (1912)
- Mrs. 'Enry 'Awkins, regia di Van Dyke Brooke e Maurice Costello (1912)
- Counsel for the Defense, regia di Van Dyke Brooke (1912)
- Fortunes of a Composer, regia di Charles Kent (1912)
- The Extension Table - cortometraggio (1912)
- The Troublesome Step-Daughters, regia di George D. Baker (1912)
- Wanted... a Grandmother (1912)
- The Lovesick Maidens of Cuddleton, regia di George D. Baker (1912)
- Mr. Butler Buttles (1912)
- The Higher Mercy, regia di William V. Ranous (1912)
- A Fortune in a Teacup, regia di Albert W. Hale (1912)
- Captain Barnacle's Waif, regia di Van Dyke Brooke (1912)
- Bobby's Father (1912)
- Father's Hot Toddy (1912)
- Faithful Unto Death (1912)
- His Official Appointment, regia di Charles Kent (1912)
- Captain Barnacle, Reformer, regia di Van Dyke Brooke (1912)
- The Model for St. John, regia di James Young (1912)
- O'Hara, Squatter and Philosopher, regia di Van Dyke Brooke (1912)
- Casey at the Bat, regia di James Young (1913)
- O'Hara Helps Cupid, regia di Van Dyke Brooke (1913)
- Stenographer Troubles, regia di Frederick A. Thomson (1913)
- Just Show People, regia di Van Dyke Brooke (1913)
- O'Hara's Godchild, regia di Van Dyke Brooke (1913)
- Belinda the Slavey; or, Plot and Counterplot, regia di Bert Angeles (1913)
- Getting Up a Practice, regia di Maurice Costello e William V. Ranous (1913)
- Let 'Em Quarrel, regia di Laurence Trimble (1913)
- Wanted, a Strong Hand, regia di Van Dyke Brooke - cortometraggio (1913)
- Sleuthing, regia di Bert Angeles (1913)
- O'Hara and the Youthful Prodigal, regia di Van Dyke Brooke (1913)
- Omens and Oracles, regia di Bert Angeles (1913)
- Vampire of the Desert, regia di Charles L. Gaskill (1913)
- A Lady and Her Maid, regia di Bert Angeles (1913)
- The Midget's Revenge, regia di Bert Angeles (1913)
- The Silver Cigarette Case, regia di Van Dyke Brooke (1913)
- Officer John Donovan, regia di Van Dyke Brooke (1914)
- A Helpful Sisterhood, regia di Van Dyke Brooke - cortometraggio (1914)
- Under False Colors, regia di Van Dyke Brooke (1914)
- Captivating Mary Carstairs, regia di Bruce M. Mitchell (1915)
- L'invasione degli Stati Uniti (The Battle Cry of Peace), regia di James Stuart Blackton (1915)
- The Crown Prince's Double, regia di Van Dyke Brooke (1915)
- The Missing Links, regia di Lloyd Ingraham (1916)
- Martha's Vindication, regia di Chester M. Franklin (1916)
- The Children in the House, regia di Chester M. Franklin (1916)
- Going Straight, regia di Chester M. Franklin e Sidney Franklin (1916)
- The Devil's Needle, regia di Chester Withey (1916)
- The Social Secretary, regia di John Emerson (1916)
- Fifty-Fifty, regia di Allan Dwan (1916)
- Panthea, regia di Allan Dwan (1917)
- The Law of Compensation, regia di Joseph A. Golden e Julius Steger (1917)
- Poppy, regia di Edward José (1917)
- The Moth, regia di Edward José (1917)
- The Secret of the Storm Country, regia di Charles Miller (1917)
- The Ghosts of Yesterday, regia di Charles Miller (1918)
- By Right of Purchase, regia di Charles Miller (1918)
- De Luxe Annie, regia di Roland West (1918)
- The Safety Curtain, regia di Sidney A. Franklin (1918)
- Her Only Way, regia di Sidney Franklin (1918)
- The Forbidden City, regia di Sidney Franklin (1918)
- The Heart of Wetona, regia di Sidney Franklin (1919)
- Luna Nuova (The New Moon), regia di Chester Withey (1919)
- The Probation Wife, regia di Sidney Franklin (1919)
- Dust of Desire, regia di Perry N. Vekroff (1919)
- The Way of a Woman, regia di Robert Z. Leonard (1919)
- The Isle of Conquest, regia di Edward José (1919)
- She Loves and Lies, regia di Chester Withey (1920)
- A Daughter of Two Worlds, regia di James Young (1920)
- The Woman Gives, regia di Roy William Neill (1920)
- Yes or No, regia di Roy William Neill (1920)
- The Branded Woman, regia di Albert Parker (1920)
- Passion Flower, regia di Herbert Brenon (1921)
- The Sign on the Door, regia di Herbert Brenon (1921)
- The Wonderful Thing, regia di Herbert Brenon (1921)
- Love's Redemption, regia di Albert Parker (1921)
- Smilin' Through, regia di Sidney Franklin (1922)
- La duchessa di Langeais (The Eternal Flame), regia di Frank Lloyd (1922)
- The Voice from the Minaret, regia di Frank Lloyd (1923)
- L'onestà vittoriosa (Within the Law), regia di Frank Lloyd (1923)
- Ashes of Vengeance, regia di Frank Lloyd (1923)
- Più forte dell'odio (The Song of Love), regia di Chester M. Franklin e Frances Marion (1923)
- Secrets, regia di Frank Borzage (1924)
- The Only Woman, regia di Sidney Olcott (1924)
- Lady, una vera signora (The Lady), regia di Frank Borzage (1925)
- Graustark, regia di Dimitri Buchowetzki (1925)
- Kiki, regia di Clarence Brown (1926)
- Camille, regia di Fred Niblo (1926)
- The Dove, regia di Roland West (1927)
- La donna contesa (The Woman Disputed), regia di Henry King e Sam Taylor (1928)
- Notti di New York, regia di Lewis Milestone (1929)
- Madame du Barry (Du Barry, Woman of Passion), regia di Sam Taylor (1930)

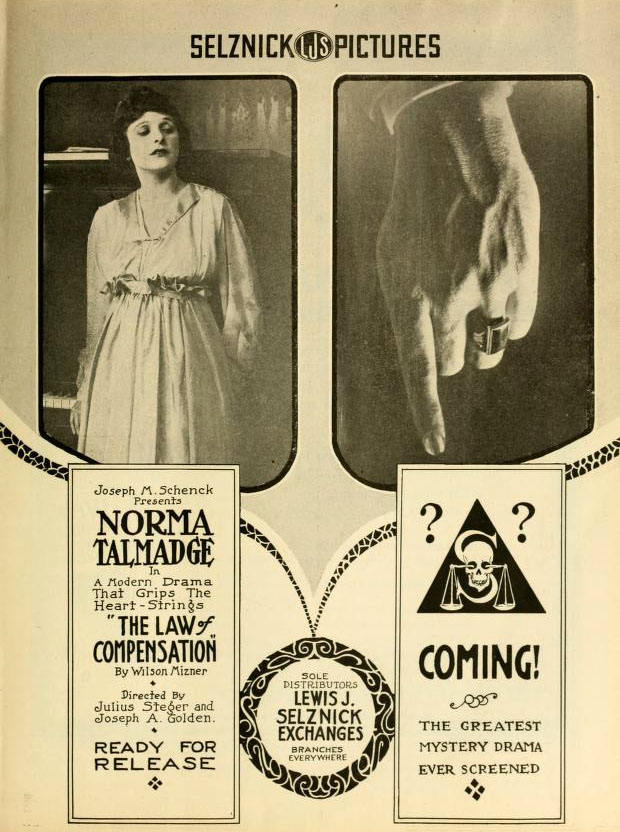
The Law of Compensation, 1917
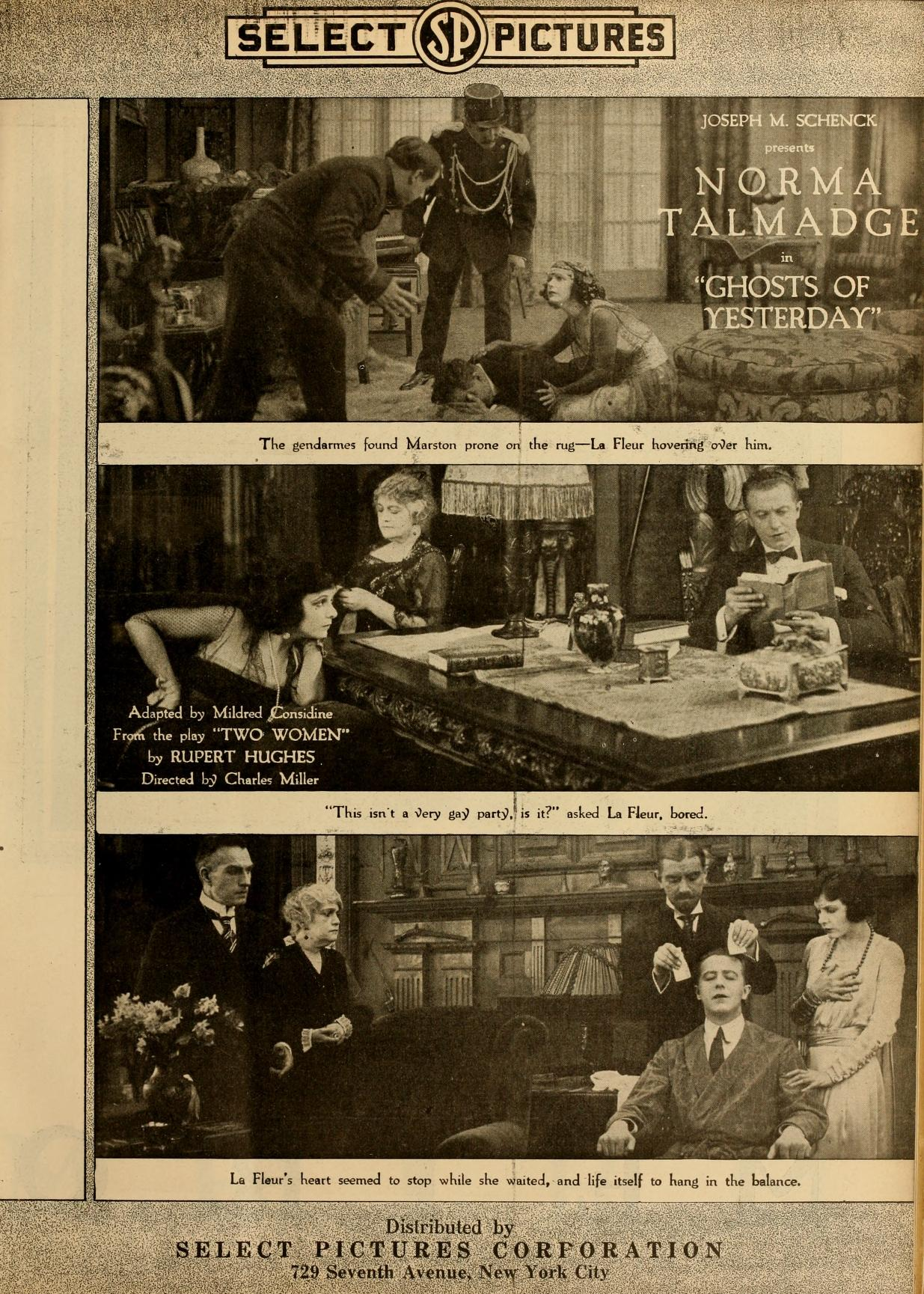
Ghost of Yesterday, 1918
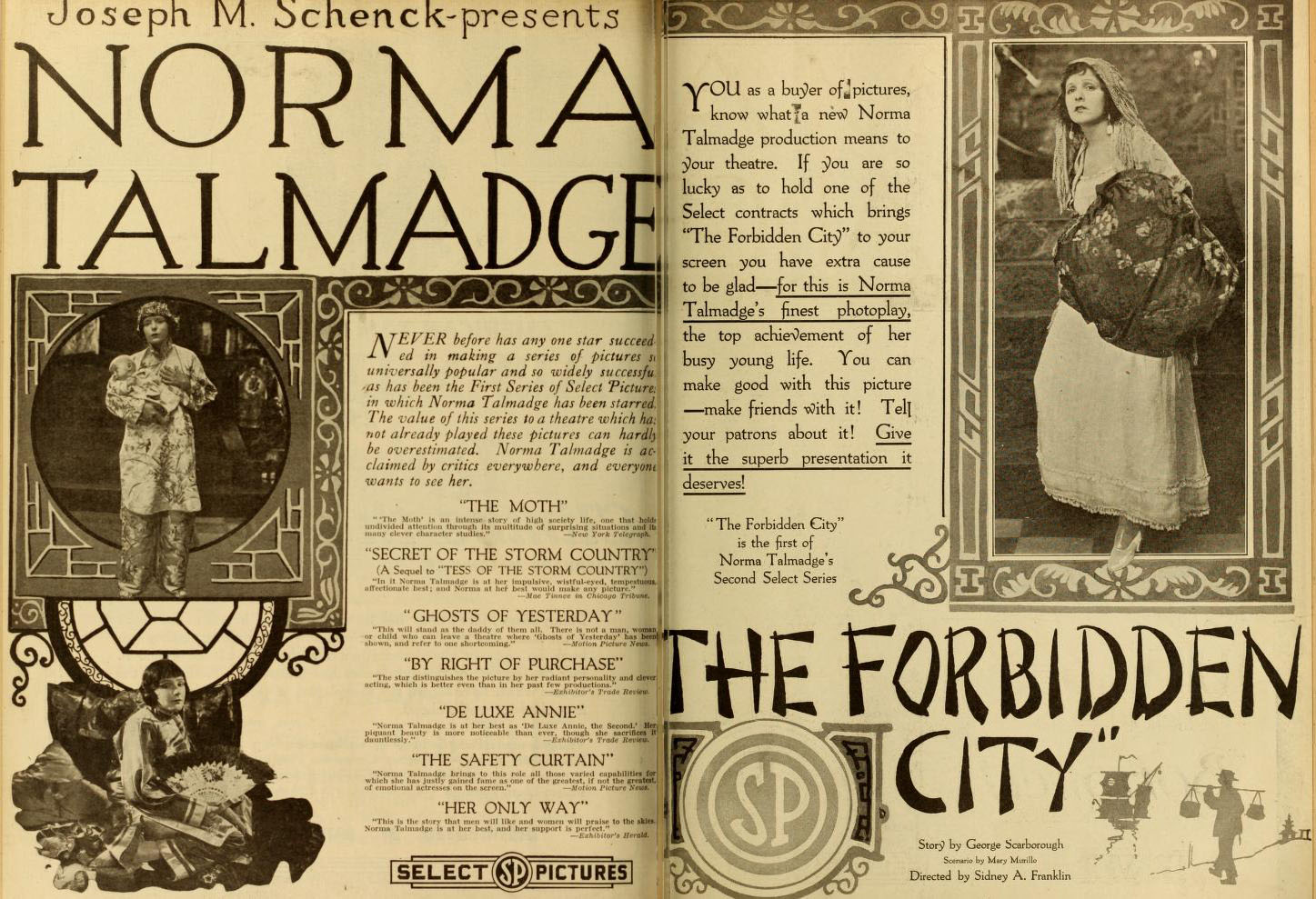
The Forbidden City, 1918